# Takafumi Kojima
Takafumi Kojima (29 de agosto de 1983) es un luchador japonés de lucha libre. Compitió en dos campeonatos mundiales, consiguiendo un puesto 15º en 2006. Consiguió dos medallas en los Juegos Asiáticos, una de plata en 2006 y una de bronce en 2014. Ganó la medalla de bronce en campeonato asiático en los años 2005, 2012 y 2015. 